# Husinge
Husinge är en ort i Väddö socken i Norrtälje kommun, Stockholms län. SCB har för bebyggelsen i västra delen av orten avgränsat en småort och namnsatt denna till Husinge (västra delen). 